# Domove, sladký domove
Domove, sladký domove (v anglickém originále Home Sweet Homediddly-Dum-Doodily) je 3. díl 7. řady (celkem 131.) amerického animovaného seriálu Simpsonovi. Scénář napsal Jon Vitti a díl režírovala Susie Dietterová. V USA měl premiéru dne 1. října 1995 na stanici Fox Broadcasting Company a v Česku byl poprvé vysílán 9. prosince 1997 na stanici ČT1.

## Děj
Když je Bart poslán ze školy domů s vešmi (protože si nechal na hlavu lézt opici) a Líza bez bot (protože jí je ukradli tyrani), zatímco Marge a Homer tráví den v lázních, jsou rodiče obviněni ze zanedbání rodičovské péče. Do jejich domu přijíždějí dva sociální pracovníci, kteří zjistí, že jsou děti v nedbalé a neschopné péči Abea Simpsona, a odvezou Barta, Lízu a Maggie k pěstounům – jejich sousedům Nedovi, Maude, Rodovi a Toddovi Flandersovým. Bartovi a Líze se u Flandersů nelíbí, ale Maggie je tam šťastná, protože Ned jí věnuje víc pozornosti než kdy předtím Homer. Marge a Homer jsou nuceni navštěvovat kurz rodičovství, aby získali zpět své děti do péče. 
Když se Ned dozví, že děti Simpsonových nebyly nikdy pokřtěny, je rozrušený a odveze je ke Springfieldské řece. Jakmile jsou Homer a Marge prohlášeni za způsobilé rodiče, rychle se vydají k řece, aby Nedovi zabránili pokřtít jejich děti. Právě když se Ned chystá Barta polít svěcenou vodou, Homer zabrání tomu, aby ho voda zasáhla a udělala z něj pokřtěného člena rodiny Flandersových. Simpsonovi se znovu setkávají a společně se vracejí domů.

## Produkce
Díl byl první epizodou vyrobenou poté, co se Bill Oakley a Josh Weinstein stali shorwunnery Simpsonových. Chtěli začít řadu epizodou, která by se soustředila na rodinu Simpsonových. Příběh navrhl scenárista George Meyer na příběhovém výjezdním zasedání; ta se konala dvakrát ročně v hotelovém pokoji poblíž pozemku studia, kde se sešli všichni scenáristé, aby přednesli své nápady. Na tomto konkrétním výjezdním zasedání bylo předneseno sedmnáct epizod. Ze všech považoval Weinstein tuto epizodu za nejlepší a Meyerův nadhoz považoval za nejlepší, jaký kdy slyšel. Oakley a Weinstein vybrali pro napsání tohoto dílu bývalého stálého scenáristu Jona Vittiho, protože chtěli „těžký biják“, jelikož měla začít sedmá produkční řada. Vitti ve svém scénáři zachoval většinu toho, co Meyer navrhl na výjezdním zasedání.
Epizodu režírovala Susie Dietterová. Před soudní budovou v epizodě stojí socha zobrazující scenáristu Simpsonových Johna Swartzweldera. Oakley řekl, že to byl omyl, protože si s Weinsteinem mysleli, že Springfield se nachází v okrese Swartzwelder, a nesprávně vycházeli z montáže v dílu Spasitel zabijákem ze 3. řady. V této montáži je Springfield zobrazen jako okres Springfield; Swartzwelder je přilehlý okres. Vzhled sociální pracovnice je založen na učitelce, kterou Oakley i Weinstein měli na střední škole a kterou nesnášeli. Hlas dabéra Hanka Azarii pro postavu Cletuse byl v této epizodě mírně zkreslen, protože mezi řadami Azaria a producenti zapomněli, jak Cletus zní.

## Kulturní odkazy
Ned a Maude Flandersovi zpívají Maggie ležící v posteli vlastní verzi písně Sonnyho a Cher „I Got You Babe“. Díl kresleného seriálu Itchy a Scratchy, jejž sledují Líza a Bart, se jmenuje Foster, Pussycat! Kill! Kill!, jde o odkaz na americký film z roku 1965 Faster, Pussycat! Kill! Kill! Flanders říká, že kdysi nechával své syny dívat se na My Three Sons, ale před spaním je to „rozčílilo“. Titulek novin, které Marge dává Líze pro její dějepisný projekt, je 40 Trampled at Poco Concert, což je odkaz na americkou rockovou skupinu Poco. Během jízdy ve Flandersově autě Maggie otáčí hlavou s děsivým úsměvem na tváři, aby se podívala na Barta a Lízu, jako ve filmu Vymítač ďábla z roku 1973.

## Přijetí
V původním vysílání se epizoda umístila na 53. místě v žebříčku sledovanosti v týdnu od 25. září do 1. října 1995 s ratingem Nielsenu 9,0. Díl byl čtvrtým nejlépe hodnoceným pořadem na stanici Fox v daném týdnu, hned po Aktech X, Beverly Hills 90210 a Melrose Place.
Po odvysílání epizoda získala od televizních kritiků převážně pozitivní hodnocení. 
Colinu Jacobsonovi z DVD Movie Guide se díl líbil a uvedl, že „jeho nejlepší prvky vycházejí ze zábavné bizarnosti domu Flandersových, ale zábavné jsou i Homerovy a Marginy lekce. Tento díl je první skvělou epizodou sedmé řady.“
Jennifer Malkowski z DVD Verdictu považuje za nejlepší část dílu moment, kdy Marge říká Bartovi a Líze, že jednou budou muset být dospělí a postarat se o sebe, těsně předtím, než Homer přijde za Marge kvůli pavoukovi u klíčků od auta. V závěru své recenze udělila epizodě hodnocení B+.
Autoři knihy I Can't Believe It's a Bigger and Better Updated Unofficial Simpsons Guide, Warren Martyn a Adrian Wood, díl označili za „jednu z nejznepokojivějších epizod, protože Bart a Líza jsou vtaženi do zlověstného životního stylu Flandersových“. Závěr, kdy se Ned snaží pokřtít děti, byl podle nich „kousáním nehtů“ a promluva Maggie byla  „skutečně šokujícím momentem“. Autoři dodali: „Je s podivem, že se něco tak radikálního dostalo do hlavního vysílacího času. Závěrečné okamžiky jsou snad nejdojemnější z celého seriálu, jsou úžasným potvrzením všeho, co seriál a rodina Simpsonových představuje.“.
Matt Groening, tvůrce Simpsonových, považoval epizodu za „fantastickou“ a označil ji za jednu ze svých nejoblíbenějších. Zvláště se mu líbil závěr, který byl podle něj „sladký“.